# 32-й истребительный авиационный полк
32-й истребительный авиационный Староконстантиновский ордена Александра Невского полк (32-й иап) — воинская часть Военно-воздушных сил (ВВС) Вооружённых Сил РККА, принимавшая участие в боевых действиях Великой Отечественной войны.

## Создание полка
32-й истребительный авиационный полк формировался в период с 10 октября 1939 года по 1 октября 1940 года в Забайкальском военном округе на станции 111 разъезд Молотовской железной дороги за счёт двух эскадрилий и штаба 34-го иап, резервов 8-го, 45-го и 12-го иап в составе 4-х эскадрилий на самолётах И-16. Вошёл в состав 2-й авиабригады ВВС ЗабВО.

## Расформирование полка
32-й истребительный авиационный Староконстантиновский ордена Александра Невского полк расформирован 14 сентября 1960 года в 182-й истребительной авиационной дивизии 57-й воздушной армии Прикарпатского военного округа

## В действующей армии
В составе действующей армии:
- с 11 июля 1941 года по 13 февраля 1942 года,
- с 28 апреля 1942 года по 7 июня 1942 года,
- с 5 августа 1942 года по 28 октября 1942 года,
- с 10 июля 1943 года по 11 мая 1945 года.

## Командиры полка
| Звание              | Имя                           | Период               | Примечание |
| ------------------- | ----------------------------- | -------------------- | ---------- |
| майор               | Матюнин, Виктор Артемьевич    | 12.1939 — 03.1940    |            |
| майор               | Жуков Анатолий Павлович       | 09.1940 — 02.1942    |            |
| майор               | Соколов, Михаил Иванович      | 02.1942 — 06.1942    |            |
| майор               | Колбасовский, Иван Георгиевич | 06.1942 — 19.07.1943 | погиб      |
| майор, подполковник | Петрунин, Андрей Степанович   | 07.1943 — 12.1945    |            |

## В составе соединений и объединений
| Период        | Фронт (округ)                        | армия                                | корпус                                                       | дивизия                                       | примечание                                                                                |
| ------------- | ------------------------------------ | ------------------------------------ | ------------------------------------------------------------ | --------------------------------------------- | ----------------------------------------------------------------------------------------- |
| 10.10.1939 г. | Забайкальский военный округ          | ВВС округа                           |                                                              | 2-я авиационная бригада                       | И-16                                                                                      |
| 23.06.1941 г. | Забайкальский военный округ          | ВВС округа                           |                                                              | 2-я авиационная бригада                       | убыл на фронт, И-16                                                                       |
| 07.07.1941 г. | Орловский особый военный округ       | ВВС округа                           |                                                              |                                               | ст. Поворино, И-16, переформирован путём деления полка на 2 части, образован 32-й «А» иап |
| 10.07.1941 г. | Западный фронт                       | ВВС фронта                           |                                                              |                                               | И-16                                                                                      |
| 12.07.1941 г. | Западный фронт                       | ВВС фронта                           |                                                              | 43-я истребительная авиационная дивизия       | И-16                                                                                      |
| 01.08.1941 г. | Западный фронт                       | ВВС фронта                           |                                                              | 23-я смешанная авиационная дивизия            | И-16                                                                                      |
| 01.11.1941 г. | Западный фронт                       | ВВС фронта                           |                                                              | 43-я смешанная авиационная дивизия            | И-16                                                                                      |
| 01.01.1942 г. | Западный фронт                       | 10-я армия                           | ВВС 10-й армии                                               |                                               | И-16                                                                                      |
| 10.02.1942 г. | Западный фронт                       | 10-я армия                           | ВВС 10-й армии                                               |                                               | выведен на доукомплектование                                                              |
| 17.02.1942 г. | Приволжский военный округ            | ВВС округа                           |                                                              | 16-й запасной истребительный авиационный полк | Баланда Саратовской области, Як-1                                                         |
| 23.04.1942 г. | Крымский фронт                       | ВВС фронта                           | 16-я ударная авиационная группа                              |                                               | Як-1                                                                                      |
| 28.04.1942 г. | Крымский фронт                       | ВВС фронта                           | 15-я ударная авиационная группа                              |                                               | Як-1                                                                                      |
| 15.06.1942 г. | Приволжский военный округ            | ВВС округа                           |                                                              | 8-й запасной истребительный авиационный полк  | Багай-Барановка Саратовской области, Як-1, доукомплектован                                |
| 05.08.1942 г. | Западный фронт                       | 1-я воздушная армия                  |                                                              | 201-я истребительная авиационная дивизия      |                                                                                           |
| 28.10.1942 г. | Западный фронт                       | 1-я воздушная армия                  |                                                              | 201-я истребительная авиационная дивизия      | выведен на доукомплектование                                                              |
| 04.11.1942 г. | Сибирский военный округ              | ВВС округа                           |                                                              | 19-й запасной истребительный авиационный полк | ст. Обь Новосибирской области, Як-7Б и Як-9, доукомплектован                              |
| 25.03.1943 г. | Резерв Верховного Главнокомандования |                                      | 5-й истребительный авиационный корпус                        | 256-я истребительная авиационная дивизия      | Як-7Б и Як-9                                                                              |
| 25.03.1943 г. | Воронежский фронт                    | 2-я воздушная армия                  | 5-й истребительный авиационный корпус                        | 256-я истребительная авиационная дивизия      | Як-7Б и Як-9                                                                              |
| 20.10.1943 г. | 1-й Украинский фронт                 | 2-я воздушная армия                  | 5-й истребительный авиационный корпус                        | 256-я истребительная авиационная дивизия      | Як-7Б и Як-9                                                                              |
| 01.05.1943 г. | 1-й Украинский фронт                 | 2-я воздушная армия                  | 5-й истребительный авиационный корпус                        | 256-я истребительная авиационная дивизия      | переформирован, Як-7Б и Як-9                                                              |
| 07.08.1944 г. | Приволжский военный округ            | ВВС округа                           |                                                              | 13-й запасной истребительный авиационный полк | Кузнецк Пензенской области, Як-3, доукомплектован                                         |
| 12.10.1944 г. | 1-й Украинский фронт                 | 2-я воздушная армия                  | 5-й истребительный авиационный корпус                        | 256-я истребительная авиационная дивизия      | Як-3                                                                                      |
| 11.05.1945 г. | 1-й Украинский фронт                 | 2-я воздушная армия                  | 5-й истребительный авиационный корпус                        | 256-я истребительная авиационная дивизия      | Як-3                                                                                      |
| 10.06.1945 г. | Центральная группа войск             | 2-я воздушная армия                  | 5-й истребительный авиационный корпус                        | 256-я истребительная авиационная дивизия      | Як-3                                                                                      |
| 07.12.1945 г. | Прикарпатский военный округ          | 14-я воздушная армия                 | 5-й истребительный авиационный корпус                        | 331-я истребительная авиационная дивизия      | Стрый, Як-3                                                                               |
| 31.05.1946 г. | Прикарпатский военный округ          | 2-я воздушная армия дальней авиации  | 4-й гвардейский бомбардировочный авиационный корпус          |                                               | Стрый, полк сопровождения                                                                 |
| 01.03.1949 г. | Прикарпатский военный округ          | 2-я воздушная армия дальней авиации  | 81-й гвардейский бомбардировочный авиационный корпус         |                                               | Стрый, Ла-11                                                                              |
| 01.03.1950 г. | Прикарпатский военный округ          | 43-я воздушная армия дальней авиации | 81-й гвардейский тяжёлый бомбардировочный авиационный корпус |                                               | Стрый, Ла-11                                                                              |
| 01.09.1953 г. | Прикарпатский военный округ          | 43-я воздушная армия дальней авиации | 81-й гвардейский тяжёлый бомбардировочный авиационный корпус |                                               | Стрый, МиГ-15бис                                                                          |
| 01.01.1954 г. | Прикарпатский военный округ          | 43-я воздушная армия дальней авиации |                                                              | 182-я истребительная авиационная дивизия      | Стрый, МиГ-15бис                                                                          |
| 09.07.1957 г. | Прикарпатский военный округ          | 57-я воздушная армия                 |                                                              | 182-я истребительная авиационная дивизия      | Стрый                                                                                     |
| 14.09.1960 г. | Прикарпатский военный округ          | 57-я воздушная армия                 |                                                              | 182-я истребительная авиационная дивизия      | расформирован                                                                             |

## Первая победа полка в воздушном бою
Первая известная воздушная победа полка в Великой Отечественной войне одержана 13 июля 1941 года: младший лейтенант Акимов М. И. в воздушном бою в районе Смоленска сбил тяжёлый немецкий истребитель Ме-110.

## Участие в операциях и битвах
- Смоленское сражение — с 1 августа 1941 года по 16 августа 1941 года.
- Московская битва — с 1 января 1942 года по 17 февраля 1942 года.
- Погорело-Городищенская операция — с 30 июля 1942 года по 23 августа 1942 года.
- Ржевско-Сычёвская операция — с 30 июля 1942 года по 23 августа 1942 года.
- Контрудар войск Западного фронта в районе Сухиничи, Козельск — с 22 августа 1942 года по 29 августа 1942 года.
- Курская битва — с 9 июля 1943 года по 12 июля 1943 года.
- Смоленская операция — с 7 августа 1943 года по 2 октября 1943 года
- Белгородско-Харьковская операция — с 3 августа 1943 года по 23 августа 1943 года.
- Черниговско-Припятская операция — с 26 августа 1943 года по 30 сентября 1943 года.
- Киевская наступательная операция — с 3 ноября 1943 года по 22 декабря 1943 года.
- Киевская оборонительная операция — с 13 ноября 1943 года по 23 декабря 1943 года
- Житомирско-Бердичевская операция — с 24 декабря 1943 года по 14 января 1944 года
- Корсунь-Шевченковская операция — с 24 января 1944 года по 17 февраля 1944 года.
- Ровно-Луцкая операция — с 27 января 1944 года по 11 февраля 1945 года.
- Проскуровско-Черновицкая наступательная операция — с 4 марта 1944 года по 17 апреля 1944 года.
- Львовско-Сандомирская операция — с 13 июля 1944 года по 29 августа 1944 года.
- Восточно-Карпатская операция — с 8 сентября 1944 года по 28 октября 1944 года.
- Карпатско-Дуклинская операция — с 8 сентября 1944 года по 28 октября 1944 года.
- Сандомирско-Силезская операция — с 12 января 1945 года по 23 февраля 1945 года.
- Нижне-Силезская наступательная операция — с 8 февраля 1945 года по 24 февраля 1945 года
- Верхне-Силезская наступательная операция — с 15 марта 1945 года по 31 марта 1945 года
- Берлинская наступательная операция — с 16 апреля 1945 года по 8 мая 1945 года.
- Пражская операция — с 6 мая 1945 года по 11 мая 1945 года.

## Награды
32-й Староконстантиновский истребительный авиационный полк за образцовое выполнение боевых заданий командования в боях с немецкими захватчиками при овладении городами Нейссе и Леобшютц и проявленные при этом доблесть и мужество Указом Президиума Верховного Совета СССР от 26 апреля 1945 года награждён орденом «Александра Невского».

## Почётные наименования
32-му истребительному авиационному полку 19 марта 1944 года за отличие в боях с немецкими захватчиками за освобождение городов Староконстантинов, Изяславль, Шумск, Ямполь и Острополь присвоено почётное наименование «Староконстантиновский»

## Отличившиеся воины полка
- Ворожейкин Арсений Васильевич, проходил службу в полку, капитан, командир эскадрильи 728-го истребительного полка 256-й истребительной авиационной дивизии 5-го истребительного авиационного корпуса 2-й воздушной армии удостоен 19 августа 1944 года Указом Верховного Совета СССР звания Дважды Герой Советского Союза. Золотая Звезда № 2/028
- Архипов Николай Арсентьевич, капитан, командир эскадрильи 32-го истребительного авиационного полка 256-й истребительной авиационной дивизии 2-й воздушной армии Воронежского фронта Указом Верховного Совета СССР удостоен звания Герой Советского Союза. Золотая Звезда № 1251.
- Вахлаев Александр Алексеевич, лётчик полка в период с марта по август 1943 года и с декабря 1943 года по май 1945 года, капитан, командир эскадрильи 728-го истребительного авиационного полка 256-й истребительной авиационной дивизии 5-го истребительного авиационного корпуса 2-й воздушной армии 1 июля 1944 года Указом Верховного Совета СССР удостоен звания Герой Советского Союза. Золотая Звезда № 2337
- Голаев Джанибек Нанакович, лейтенант, командир звена 32-го истребительного авиационного полка 256-й истребительной авиационной дивизии 5-го истребительного авиационного корпуса 2-й воздушной армии Указом Президента Российской Федерации от 7 сентября 1995 года удостоен звания Герой Российской Федерации. Посмертно. Медаль № 214
- Грищенко Пётр Лукьянович, лейтенант, командир звена 32-го истребительного авиационного полка 256-й истребительной авиационной дивизии 5-го истребительного авиационного корпуса 2-й воздушной армии 1 июля 1944 года Указом Верховного Совета СССР удостоен звания Герой Советского Союза. Золотая Звезда № 2338
- Денисенко Владимир Гурьевич, лейтенант, командир звена 32-го истребительного авиационного полка 256-й истребительной авиационной дивизии 5-го истребительного авиационного корпуса 2-й воздушной армии 1 июля 1944 года Указом Верховного Совета СССР удостоен звания Герой Советского Союза. Золотая Звезда № 2435
- Коняев Аркадий Николаевич, старший лейтенант, командир эскадрильи 32-го истребительного авиационного полка 256-й истребительной авиационной дивизии 5-го истребительного авиационного корпуса 2-й воздушной армии 26 октября 1944 года Указом Верховного Совета СССР удостоен звания Герой Советского Союза. Золотая Звезда № 4282
- Митрофанов Фёдор Васильевич, лётчик полка с июня оп сентябрь 1941 года, Указом Верховного Совета СССР удостоен звания Герой Советского Союза будучи командиром эскадрильи 445-го истребительного авиационного полка 6-го истребительного авиационного корпуса ПВО.
- Олейник Григорий Никитович, лётчик полк в июне — июле 1941 года, Указом Верховного Совета СССР удостоен звания Герой Советского Союза будучи заместителем командира 293-го истребительного авиационного полка 287-й истребительной авиационной дивизии 4-й воздушной армии Северо-Кавказского фронта.
- Пинчук Николай Григорьевич, лётчик полка, Указом Верховного Совета СССР удостоен звания Герой Советского Союза будучи командиром 1-й эскадрильи 18-го гвардейского истребительного авиационного полка.
- Худяков Николай Васильевич, капитан, помощник по воздушно-Стрелковой Службе командира 32-го истребительного авиационного полка 256-й истребительной авиационной дивизии 5-го истребительного авиационного корпуса 2-й воздушной армии 27 июня 1945 года Указом Верховного Совета СССР удостоен звания Герой Советского Союза. Золотая Звезда № 7543
- Шишкин Яков Васильевич, капитан, командир эскадрильи 32-го истребительного авиационного полка 256-й истребительной авиационной дивизии 5-го истребительного авиационного корпуса 2-й воздушной армии 27 июня 1945 года Указом Верховного Совета СССР удостоен звания Герой Советского Союза. Золотая Звезда № 6534

## Благодарности Верховного Главнокомандования
За проявленные образцы мужества и героизма Верховным Главнокомандующим личному полку в составе дивизии объявлялись благодарности:
- За взятие города Киев[7].
- За овладение городами Перемышль и Ярослав[8].
- За очищение от противника Домбровского угольного района и южной части промышленного района немецкой Верхней Силезии[9].
- За разгром войск противника юго-западнее Оппельна[10].
- За овладение городом и крепостью Бреславль[11].

За проявленные образцы мужества и героизма Верховным Главнокомандующим дивизии в составе корпуса объявлялись благодарности:
- За овладение городом Кременец — мощной естественной крепостью на хребте Кременецких гор, усиленной немцами развитой сетью искусственных оборонительных сооружений[12]
- За овладение городом и оперативно важным железнодорожным узлом Чертков, городом Гусятин, городом и железнодорожным узлом Залещики на реке Днестр и освобождении более 400 других населённых пунктов[13]
- За выход на государственную границу с Чехословакией и Румынией на фронте протяжением до 200 километров, овладении городом Серет и занятие свыше 30 других населённых пунктов на территории Румынии[14]
- За овладение областным центром Украины городом Тарнополь — крупным железнодорожным узлом и сильным опорным пунктом обороны немцев на львовском направлении[15]
- За овладение городами Порицк, Горохов, Радзехов, Броды, Золочев, Буек, Каменка, городом и крупным железнодорожным узлом Красное и занятии свыше 600 других населённых пунктов[16]
- За овладение важным хозяйственно-политическим центром и областным городом Украины Львов — крупным железнодорожным узлом и стратегически важным опорным пунктом обороны немцев, прикрывающим пути к южным районам Польши[17]
- За овладение городом Дембица — крупным центром авиационной промышленности и важным узлом коммуникаций на краковском направлении[18]
- За овладение городами Ченстохова, Пшедбуж и Радомско[19]
- За овладение городом Краков[20]
- За овладение центром Силезского промышленного района городом Глейвиц и в Польше городом Хжанув[21]
- За овладение городом Гинденбург[22]
- За овладение городами Сосновец, Бендзин, Домброва-Гурне, Челядзь и Мысловице — крупными центрами Домбровского угольного района[23]
- За овладение в Домбровском угольном районе городами Катовице, Семяновиц, Крулевска Гута (Кенигсхютте), Миколув (Николаи) и в Силезии городом Беутен[24]
- За овладение городами Олау, Бриг, Томаскирх, Гротткау, Левен и Шургаст — важными узлами коммуникаций и сильными опорными пунктами обороны немцев на западном берегу Одера[25]
- За разгром окружённой группировки противника юго-западнее Оппельна и овладении в Силезии городами Нойштадт, Козель, Штейнау, Зюльц, Краппитц, Обер-Глогау, Фалькенберг[26]
- За овладение в Силезии, западнее Одера, городами Нейссе и Леобшютц[27]
- За овладение городами Ратибор и Бискау[28]
- За овладение городами Котбус, Люббен, Цоссен, Беелитц, Лукенвальде, Тройенбритцен, Цана, Мариенфельде, Треббин, Рангсдорф, Дидерсдорф, Тельтов и вход с юга в столицу Германии Берлин[29]
- За овладение городам Виттенберг — важным опорным пунктом обороны немцев на реке Эльба[30]

## Асыполка
Лётчики полка, сбившие 5 и более самолётов противника за годы Великой Отечественной войны:
| Ф. И. О.                       | Количество сбитых лично | Количество сбитых в группе | Количество боевых вылетов | Количество проведённых воздушных боев |
| ------------------------------ | ----------------------- | -------------------------- | ------------------------- | ------------------------------------- |
| Андрющенко Павел Трофимович    | 5                       | 0                          | более 50                  | -                                     |
| Архипов Николай Арсеньевич     | 12                      | 11                         | 362                       | 102                                   |
| Вахлаев Александр Алексеевич   | 17                      | 0                          | 195                       | -                                     |
| Ворожейкин Арсений Васильевич  | 46                      | 13                         | 300                       | -                                     |
| Голаев Джанибек Нанакович      | 8                       | 0                          | 102                       | 39                                    |
| Грищенко Пётр Лукьянович       | 25                      | 1                          | 380                       | 78                                    |
| Денисенко Владимир Гурьевич    | 24                      | 0                          | 372                       | 71                                    |
| Иванов Валентин Александрович  | 15                      | 0                          | 105                       | -                                     |
| Игнатьев, Николай Петрович     | 22                      | 11                         | 412                       | 128                                   |
| Колбасовский Иван Георгиевич   | 7                       | 0                          | -                         | -                                     |
| Коньшин Иван Степанович        | 5                       | 0                          | -                         | -                                     |
| Коняев Аркадий Николаевич      | 16                      | 0                          | 200                       | -                                     |
| Красноокий Михаил Данилович    | 9                       | 0                          | 94                        | 12                                    |
| Лопаткин Николай Григорьевич   | 7                       | 0                          | -                         | -                                     |
| Маркевич Михаил Фёдорович      | 5                       | 0                          | 117                       | 20                                    |
| Миронов Григорий Тимофеевич    | 6                       | 0                          | 123                       | -                                     |
| Миронов Григорий Тимофеевич    | 6                       | 0                          | 123                       | -                                     |
| Митрофанов Фёдор Васильевич    | 20                      | 3                          | более 500                 | -                                     |
| Могилевский Михаил Рафаилович  | 6                       | 0                          | -                         | -                                     |
| Мшвидабадзе Захар Самсонович   | 13                      | 0                          | 200                       | -                                     |
| Окружной Иван Федотович        | 8                       | 0                          | 234                       | -                                     |
| Олейник Григорий Никитович     | 15                      | 4                          | 376                       | -                                     |
| Пинчук Николай Григорьевич     | 20                      | 2                          | 311                       | 56                                    |
| Романенко Александр Сергеевич  | 17                      | 9                          | более 250                 | более 100                             |
| Ситниченко Михаил Власович     | 8                       | 0                          | 173                       | -                                     |
| Старшинов Александр Васильевич | 6                       | 0                          | -                         | -                                     |
| Худяков Николай Васильевич     | 18                      | 8                          | 350                       | 70                                    |
| Чернов Александр Матвеевич     | 8                       | 0                          | 265                       | -                                     |
| Чернов Павел Иосифович         | 8                       | 0                          | 92                        | -                                     |
| Шаранда Николай Николаевич     | 8 (10)                  | 7 (10)                     | 300                       | 142                                   |
| Шишкин Яков Васильевич         | 19                      | 0                          | 244                       | 36                                    |

## Статистика боевых действий
Всего за годы Великой Отечественной войны полком:
| Выполнено боевых вылетов | Сбито самолётов в воздухе | Уничтожено самолётов всего |
| ------------------------ | ------------------------- | -------------------------- |
| 10242                    | 519                       | 538                        |

Свои потери:
| Потеряно самолётов, всего | Погибло лётчиков всего | Из них погибло в воздушных боях | Из них не вернулось с боевого задания | Из них умерло от ранений | Из них погибло в авиакатастрофах | Из них прочие небоевые |
| ------------------------- | ---------------------- | ------------------------------- | ------------------------------------- | ------------------------ | -------------------------------- | ---------------------- |
| 114                       | 75                     | 23                              | 42                                    | 1                        | 5                                | 4                      |

## Самолёты на вооружении
| Период      | Самолёты  |
| ----------- | --------- |
| 1939 — 1942 | И-16      |
| 1942 — 1943 | Як-1      |
| 1942 — 1944 | Як-7Б     |
| 1942 — 1944 | Як-9      |
| 1944 — 1949 | Як-3      |
| 1949 — 1953 | Ла-11     |
| 1953 — 1956 | МиГ-15бис |
| 1956 — 1960 | МиГ-17    |

## Базирование
| Период                | Аэродромы                |
| --------------------- | ------------------------ |
| 04.1945 — 12.1945     | Райсдорф, Австрия        |
| 25.11.45 — 15.03.1947 | Стрый, Львовская область |

## Книги про историю полка
- Маркова, М.П. Полк асов особого назначения. — ЕЭС Россия. — М., 2005. — 320 с. — ISBN 5-00-000598-8.
- Исаев С. М. Страницы истории 32-го гвардейского Виленского орденов Ленина и Кутузова III степени истребительного авиационного полка. — М.: Издательская группа АРБОР, 2006. — 500 экз.